# Valašská Senice
Valašská Senice település Csehországban, Vsetíni járásban. Valašská Senice Huslenky, Francova Lhota és Zděchov településekkel határos. Lakosainak száma 428 fő (2024. január 1.).

## Népesség
A település lakosságának változását az alábbi diagram mutatja:
| Lakosok száma | 623  | 735  | 823  | 759  | 607  | 478  | 455  | 441  | 408  | 428  |
|               | 1869 | 1900 | 1921 | 1961 | 1980 | 2011 | 2016 | 2019 | 2021 | 2024 |